# Реј (филм)
Реј (енгл. Ray) је биографски филм из 2004. о животу соул певача Реја Чарлса. Филм је режирао Тејлор Хакфорд, а главну улогу тумачи Џејми Фокс за коју је добио Оскара за најбољу мушку улогу.

## Радња
Филм је биографија легендарног америчког музичара Реја Чарлса (глуми Фокс). Филм почиње причом о сиромашном детињству Реја, који губи вид са шест година. Касније, Реј има успешну музичку каријеру, продаје многе плоче и осваја бројне престижне награде, али постепено, преплављен славом, заглави у проблемима са женама и дрогом. Филм приказује период од 1930. до 1966. године.

## Улоге
| Глумац         | Улога            |
| -------------- | ---------------- |
| Џејми Фокс     | Реј Чарлс        |
| Кери Вошингтон | Дела Би Робинсон |
| Реџина Кинг    | Марџи Хендрикс   |
| Клифтон Пауел  | Џеф Браун        |
| Хари Леникс    | Џо Адамс         |